# Plataforma Ciudadana por Barberà
Plataforma Ciutadana per Barbera (PCPB, Plataforma Ciudadana por Barberà) es un partido político de Barberá del Vallés (España), fundado en el año 2003. La PCPB es un partido que nace con el compromiso de aportar nuevas ideas e impulsar nuevas políticas en Barberá del Vallés.
Se presentaron por primera vez en las elecciones municipales de Barberà del Valles liderando la oposición, manteniéndose como cabeza de la oposición en las elecciones de 2007 y 2011. En las elecciones municipales de 2015 obtuvieron 5 concejales, siendo la segunda fuerza como candidata a la alcaldía Sílvia Fuster Alay, pactaron un pacto de investidura y de gobierno con JuntsxBarberà y ERC encabezando Sílvia Fuster Alay (PCPB) el Gobierno Municipal, invistiendo como alcaldesa de Barberà del Vallès en el año 2015, en la legislatura 2015-2019. Después de esto Silvia Fuster Alay dejó el partido para militar en el Partido Demócrata Europeo Catalán PDeCAT. Tiene carácter local, circunscrito al término municipal de Barberà del Vallès.
En las elecciones municipales del año 2019, obtuvo su mejor resultado electoral, con 6 concejales. No obstante no pudo reeditar el gobierno al no llegar a alcanzar un pacto con ERC y Podemos, como en la anterior legislatura. Pasando así a la oposición en Barberá del Vallés. 
- Datos: Q24214635